# ۱۵۲۲ (میلادی)
۱۵۲۲ (میلادی) هزار و پانصد و بیست و دومین سال تقویم میلادی است.

## درگذشتگان
- ۳۰ ژوئن – یوهان ریشلین، نویسنده، مترجم، الهی‌دان، و فیلسوف آلمانی (ز. ۱۴۵۵)